# Blues Pills
 (décembre 2022).
Si vous disposez d'ouvrages ou d'articles de référence ou si vous connaissez des sites web de qualité traitant du thème abordé ici, merci de compléter l'article en donnant les références utiles à sa vérifiabilité et en les liant à la section « Notes et références ».
Blues Pills est un groupe de blues rock suédois, originaire d'Örebro. Il est formé en 2011 par la chanteuse suédoise Elin Larsson et l'ancienne section rythmique du groupe américain Radio Moscow.

## Biographie

### Débuts (2011–2015)
En 2011, les demi-frères Zack Anderson et Cory Berry font la connaissance en Iowa d'Elin Larsson. Ils enregistrent ensemble une démo de deux titres qu'ils publient sur Youtube et qui leur permet de signer sur Crusher Records. Durant une tournée en France, ils rencontrent Dorian Sorriaux, un guitariste alors âgé de seize ans, et l'invitent à les rejoindre à Örebro.
En mai 2012, ils sortent l'EP Bliss. Ils tournent intensivement en 2013 et se produisent en particulier au Roadburn Festival et au DesertFest de Berlin. En juillet 2013, le groupe signe chez Nuclear Blast et publie un nouvel EP intitulé Devil Man. En novembre 2013, ils ouvrent pour la tournée européenne d'Orchid et Scorpion Child, puis pour Kadavar en Australie.
Le groupe effectue plusieurs tournées en tête d'affiche en Europe pendant les premiers mois de 2014 et se produit au Sweden Rock Festival et au Hellfest avant la sortie en juillet de son premier album. Peu de temps après, le batteur Cory Berry est remplacé par André Kvarnström.

### Lady in Gold(depuis 2016)
Leur second album, Lady in Gold, sort en août 2016. Ce dernier se démarque de son prédécesseur en laissant plus s'exprimer la facette soul music du groupe. Ils en font la promotion à l'automne lors d'une tournée européenne en tête d'affiche accompagnés de Kadavar.

### Départ de Dorian Sorriaux (2018)
Le 20 Novembre 2018, après six ans de collaboration, le groupe annonce le départ du guitariste Dorian Sorriaux.

### Retour en tournée et nouvel album (2020)
Début 2020, le groupe signe son retour et annonce une nouvelle tournée estivale afin de promouvoir un nouvel album dont la sortie est prévue au cours de l'été 2020.
Zack Anderson jusque là bassiste du groupe, occupe désormais le poste de guitariste, en remplacement de Dorian Sorriaux. Kristoffer Schander, est lui annoncé comme nouveau bassiste de la formation.

## Membres

### Membres actuels
- Elin Larsson – chant (depuis 2011)
- Zach Anderson - guitare (depuis 2018)
- André Kvarnström - batterie, percussions (depuis 2014)
- Kristoffer Schander - basse (depuis 2018)

### Anciens membres
- Cory Berry - batterie, percussions (2011–2014)
- Dorian Sorriaux - guitare (2011 - 2018)

## Discographie

### Albums studio
- 2014 : Blues Pills
- 2016 : Lady in Gold
- 2020 : Holy Moly
- 2024 : Birthday

### Albums live
- 2015 : Blues Pills - Live

### EP
- 2012 : Bliss
- 2013 : Devil Man
- 2014 : Live at Rockpalast

## Vidéographie
- 2014 : No Hope Left For Me, tiré de Blues Pills, dirigé par Patric Ullaeus